# European Conference of Conscripts Organisations
La conférence européenne des organisations de soldats (European Conference of Conscripts Organisations, ECCO) est un groupement d’associations et syndicats de soldats européens, qui a fonctionné de 1979 à 2002.

## Un groupement de mouvements défendant les droits des appelés du contingent
La conférence européenne des organisations de soldats, en anglais European Conference of Conscripts Organisations (ECCO) est née en 1979 à Malmö (Suède). Elle est constituée d’organisations d’appelés de neuf pays européens : Allemagne fédérale, Belgique, Danemark, Espagne, Finlande, France, Norvège, Pays-Bas, Suède.
Certaines de ces organisations, comme aux Pays-Bas, sont des syndicats reconnus officiellement; d’autres, comme Information pour les droits du soldat (IDS) en France sont des associations légales, mais dont l’activité dans les casernes est interdite.  
ECCO est une plateforme d’échange d’informations et de conduite d’actions commune pour la défense des droits des appelés du contingent, qui constituaient la majorité des armées dans les années 1980. La fin des régimes communistes en Europe de l’Est augmentera le nombre d’organisations adhérentes à ECCO. Mais la professionnalisation rapide des armées conduira à la disparition de plusieurs des mouvements qui constituaient la conférence, comme IDS en France.
ECCO a organisé, chaque année environ, une conférence internationale. Il y en a eu 21.
La troisième conférence européenne d’ECCO s’est tenue au printemps 1981 à Saint-Prix, dans le Val-d'Oise (Île-de-France) ; elle a été préparée par IDS, et des soldats du contingent français y ont pris part clandestinement.
L'organisation ECCO a d’abord été basée aux Pays-Bas puis en Suède. Elle a été rebaptisée European Council of Conscripts Organisations en 1992. La dernière rencontre s’est tenue en 2002. ECCO a cessé de fonctionner en 2003.

## Sources
- International institue of social history, Amsterdam (Pays-Bas), Archives d'Information pour les droits du soldat (2000)
- BDIC, Nanterre (France), GERME, fonds Benoît-Willot